# Šlapanice (zámek)
Zámek Šlapanice je jednopatrová rokoková budova, která se nachází ve městě Šlapanice v okrese Brno-venkov.
V 50. letech 18. století jej postavil Jindřich Kajetán Blümegen, vrchní správce Moravy a Slezska, který ve Šlapanicích získal tzv. Schwanenfeldský dvůr. Zámek využíval jako venkovské sídlo, kam z nedalekého Brna zval hosty. Po správcově smrti v roce 1774 jej dostal do majetku zámecký zahradník, který ho prodal olomoucké kapitule a ta jej roku 1781 prodala řádu paulánů. Ti zde založili klášter, přestěhovala se sem část paulánů z Vranova. Konvent však byl již v roce 1784 zrušen Josefem II., bratři se vrátili na Vranov a zámek postupně měnil majitele.
Během bitvy u Slavkova v roce 1805 se zámek změnil na vojenský polní lazaret. Od roku 1807 fungovala v budově textilní továrna, v roce 1814 zde byla založena strojírna Johanna Reiffa, předchůdce První brněnské strojírny, která v zámku provozovala v letech 1819–1836 slévárnu a strojírnu. Poté zde opět probíhala textilní výroba, která byla zastavena v roce 1898. O rok později koupila zámek obec Šlapanice, která musela zdevastovanou budovu rozsáhle opravit.
Od roku 1901 fungují v zámku školská zařízení, od roku 1909 zde byla chlapecká měšťanská škola, později smíšená, od roku 1947 hudební škola a v roce 1993 byl zahájen provoz gymnázia, které se v roce 2006 sloučilo se základní uměleckou školou. Generální rekonstrukce budovy byla ukončena v roce 1993.